# Pakistanische Cricket-Nationalmannschaft in Neuseeland in der Saison 1993/94
Die Tour der pakistanischen Cricket-Nationalmannschaft nach Neuseeland in der Saison 1993/94 fand vom 10. Februar bis zum 16. März 1994 statt. Die internationale Cricket-Tour war Bestandteil der Internationalen Cricket-Saison 1993/94 und umfasste drei Tests und fünf ODIs. Pakistan gewann die Test-Serie 2–1 und die ODI-Serie 3–1.

## Vorgeschichte
Neuseeland spielte zuvor in einem Drei-Nationen-Turnier in Australien, Pakistan eine Tour gegen Simbabwe.
Das letzte Aufeinandertreffen der beiden Mannschaften fand in der Saison 1992/93 in Neuseeland statt.

## Stadien
Die folgenden Stadien wurden für die Tour als Austragungsort vorgesehen.
| Stadion         | Stadt        | Kapazität | Spiele               |
| --------------- | ------------ | --------- | -------------------- |
| Eden Park       | Auckland     | 50.000    | 1. Test; 2. & 4. ODI |
| Lancaster Park  | Christchurch | 38.628    | 3. Test; 5. ODI      |
| University Oval | Dunedin      | 6.000     | 1. ODI               |
| Basin Reserve   | Wellington   | 11.000    | 2. Test; 3. ODI      |

## Kaderlisten
Die folgenden Kader wurden von den Mannschaften benannt.
| Test | Test | ODI | ODI |
| Neuseeland | Pakistan | Neuseeland | Pakistan |
| --- | --- | --- | --- |
| - Tony Blain - Chris Cairns - Richard de Groen - Simon Doull - Mark Greatbatch - Matthew Hart - Blair Hartland - Richard Jones - Danny Morrison - Michael Owens - Blair Pocock - Chris Pringle - Ken Rutherford - Shane Thomson - Bryan Young | - Aamer Sohail - Aamer Nazir - Akram Raza - Asif Mujtaba - Ata-ur-Rehman - Atif Rauf - Basit Ali - Inzamam-ul-Haq - Mushtaq Ahmed - Rashid Latif - Saeed Anwar - Saleem Malik - Waqar Younis - Wasim Akram | - Tony Blain - Chris Cairns - Mark Greatbatch - Chris Harris - Matthew Hart - Blair Hartland - Richard Jones - Gavin Larsen - Danny Morrison - Adam Parore - Chris Pringle - Ken Rutherford - Shane Thomson - Bryan Young - Richard deGroen | - Aamer Sohail - Akram Raza - Asif Mujtaba - Ata-ur-Rehman - Basit Ali - Inzamam-ul-Haq - Rashid Latif - Saeed Anwar - Saleem Malik - Waqar Younis - Wasim Akram |

### Erster Test in Auckland
| 10. – 12. Februar Scorecard | Auckland | Neuseeland 242 (68.3) & 110 (32.1) | – | Pakistan 215 (57.4) & 141-5 |
|                             |          | Pakistan gewinnt mit 5 Wickets     |   |                             |

### Zweiter Test in Wellington
| 17. – 20. Februar Scorecard | Wellington (BR) | Neuseeland 175 (67) & 361 (96.2) | – | Pakistan 548-5d (137.2) |
|                             |                 | Pakistan gewinnt mit 12 Runs     |   |                         |

### Dritter Test in Christchurch
| 24. – 28. Februar Scorecard | Christchurch (AMI) | Pakistan 344 (97) & 179 (65.3)   | – | Neuseeland 200 (56) & 324-5 (107) |
|                             |                    | Neuseeland gewinnt mit 5 Wickets |   |                                   |

## One-Day Internationals

### Erstes ODI in Dunedin
| 6. März Scorecard | Dunedin | Neuseeland 122-9 (30/30)       | – | Pakistan 123-5 (26.1/30) |
|                   |         | Pakistan gewinnt mit 5 Wickets |   |                          |

### Zweites ODI in Auckland
| 6. März Scorecard | Auckland | Pakistan 146 (43.3)          | – | Neuseeland 110 (44.3) |
|                   |          | Pakistan gewinnt mit 36 Runs |   |                       |

### Drittes ODI in Wellington
| 9. März Scorecard | Wellington (BR) | Pakistan 213-6 (48/48)       | – | Neuseeland 202-8 (48/48) |
|                   |                 | Pakistan gewinnt mit 11 Runs |   |                          |

### Viertes ODI in Auckland
| 13. März Scorecard | Auckland | Pakistan 161-9 (50) | – | Neuseeland 161 (49.4) |
|                    |          | Unentschieden       |   |                       |

### Fünftes ODI in Christchurch
| 16. März Scorecard | Christchurch (AMI) | Pakistan 145-9 (50)              | – | Neuseeland 146-3 (34.1) |
|                    |                    | Neuseeland gewinnt mit 7 Wickets |   |                         |